# 茂州直隸州
茂州直隸州，清代設置的直隶州。

茂州在四川省的位置（1820年）

评价：中。隸四川省成緜龍茂道。明代為成都府屬州。順治初，仍明制。雍正六年（1728年），升直隸州，以成都府之汶川縣及保縣來隸。嘉慶六年（1801年），省保縣入雜谷廳。領縣一，土司六：汶川縣、瓦寺宣慰司、沙壩安撫司、靜州長官司、岳希長官司、實大關長官司、隴木長官司。